# Мама Рома
„Мама Рома“ (на италиански: Mamma Roma) е италиански филм от 1962 година на режисьора Пиер Паоло Пазолини, заснет по негов сценарий. В главната роля играе Ана Маняни.

## Сюжет
Бившата проститутка Мама Рома (Ана Маняни), се опитва да започне нов живот с 16-годишния си син Еторе (Еторе Гарофоло). Тя започва работа като продавачка на зеленчуци. Когато Еторе по-късно разбира, че тя е била проститутка, той се поддава на тъмната си страна и спира да изпълнява своите задължения. По-късно той извършва дребна кражба на едно радио в болница и отива в затвора. Междувременно Мама Рома се бори да отглежда сина си по най-добрия начин, и се опитва да изгради нов живот за двамата.

## В ролите
| Изпълнител      | Роля        |
| --------------- | ----------- |
| Ана Маняни      | Мама Рома   |
| Еторе Гарофоло  | Еторе       |
| Франко Чити     | Кармине     |
| Силвана Корсини | Бруна       |
| Луиза Лояано    | Бианкофиоре |
| Паоло Волпони   | Изповедника |
| Лучиано Гонини  | Закария     |
| Пиеро Морджа    | Пиеро       |